# Zen-Meister
Zen-Meister ist ein etwas vager Begriff, der in der ersten Hälfte des 20. Jahrhunderts aufkam und manchmal verwendet wird, um sich auf eine Person zu beziehen, die zen-buddhistische Meditation und Praktiken lehrt, was in der Regel ein langjähriges Studium und die anschließende Erlaubnis, die Tradition selbst zu lehren und weiterzugeben, impliziert.

## China
Bis zur Tang-Dynastie wurde der Begriff „Chánshī“ (禅师; Dhyana-Meister) regelmäßig für einen Mönch verwendet, der ein Meister des Chan oder der Meditation war, im Gegensatz zu denjenigen, die sich auf Dharma (Schriftlehren) und Disziplin und moralische Gebote (Vinaya) spezialisiert hatten. Dazu gehörten mehrere wichtige Persönlichkeiten, die später nicht als Teil der „Chán-Schule“ an sich betrachtet wurden, wie z. B. Tiantai-Meister Zhiyi.
Im heutigen China ist der Begriff „Chán“ (禪) nur eine von vielen Bezeichnungen für Meditationsformen und nicht nur auf die Chan-Schule beschränkt. Die meisten Laien sind nicht formell an eine bestimmte „Schule“ der buddhistischen Praxis gebunden. Was die Mönche betrifft, so empfangen die meisten Chan-Praktizierenden die Übertragung in eine bestimmte Chan-Linie, in der Regel entweder die Lingji- oder die Caodong-Linie, die im modernen chinesischen Buddhismus die vorherrschenden Chan-Linien sind. Einige ältere Praktizierende können zusätzlich zum Chan auch Übertragungen von Linien anderer buddhistischer Schulen, wie Tiantai und Huayan, empfangen haben. Viele Tempel gehören dem Namen nach der Chan-Schule an, integrieren aber auch Lehren und Praktiken anderer chinesischer buddhistischer Traditionen, darunter die der Tiantai-, Amitabha-Buddhismus-, Huayan-, Tangmi- und Yogācāra-Schulen, oft unter dem Oberbegriff „Chinesischer Buddhismus“ (中國佛教). Dies war in den letzten 1000 Jahren, seit der Song-Dynastie, die Norm.
Obwohl es keine offiziellen Organisationen gibt, die die Verwendung von Ehrentiteln regeln, wird „Chánshī“ als Ehrentitel für einen Adepten, in der Regel einen Mönch, verwendet, der sich auf Chán spezialisiert hat. „Chánzōng Dàshī“ (禅宗大師; Großmeister der Chán-Schule) ist ein ähnlicher und spezifischerer Ehrentitel, der jedoch eher selten verwendet wird. Das Gleiche gilt für den einfachen Titel „Dàshī“ (大師; Großer Meister), der selten verwendet wird, um einen Dharma-Lehrer (und jeden Meister eines bestimmten Handwerks oder Gewerbes) anzusprechen; der Begriff wird oft posthum von Anhängern und Schülern verliehen, obwohl es einige Ausnahmen gibt (z. B. Hsing Yun).
Die gebräuchlichere Bezeichnung für einen buddhistischen Meister ist „Shīfu“ (師父; Meister), die auch für jeden Mönch oder jede Nonne aus Respekt verwendet wird. Streng genommen bezieht sich dieser Begriff, der auch den relationalen Begriff für „Vater“ (父) enthält, eher auf den eigenen Lehrer oder Lehrerinnen. Der Begriff „Făshī“ (法師; Dharma-Lehrer) ist allgemeiner und wird sowohl von buddhistischen Laien als auch von buddhistischen Mönchen selbst verwendet. Der allgemeine Begriff „Lǎoshī“ (老師; Lehrer) wird auch verwendet, um einen Meister als seinen Lehrer anzusprechen, aber dieser Begriff ist so allgemein, dass er für einen Lehrer eines beliebigen Faches verwendet wird.

## Japan
In den verschiedenen Zen-Traditionen Japans gibt es keinen einheitlichen offiziellen Titel für „Zen-Meister“. Es können verschiedene Titel verwendet werden:
- Shike, wird sowohl im Rinzai als auch im Soto für eine ausgewählte Gruppe von Personen verwendet, die qualifiziert sind, die Ausbildung von angehenden Priestern in den Sodos, den Ausbildungshallen, zu beaufsichtigen.[2][3]
- Rōshi (alter Lehrer), ist traditionell ein Ehrentitel, der älteren Mönchen und Zen-Lehrern in Japan verliehen wird, obwohl sowohl „Sensei“ als auch „Roshi“ in einigen Zen-Schulen in Japan, den Vereinigten Staaten und Europa inzwischen offizielle oder halboffizielle Ränge bezeichnen.
- Sensei, (einfach „Lehrer“) wird oft verwendet, um den Zen-Lehrer oder „Meister“ anzusprechen.
- Oshō, der Begriff „tugendhafter Mönch/Priester“ wird für Auszubildende verwendet, die eine Grundstufe des Priestertums erworben haben.[4]

### Sōtō
Im Sōtō-Zen ist der Titel „Dai-Osho“ der höchste priesterliche Rang in einer klaren monastischen Hierarchie. Er wird nur noch von „Zenji“ übertroffen, der nur auf Dōgen und Keizan (die Gründer der Schule) sowie auf die derzeitigen oder ehemaligen Äbte der beiden Haupttempel der Schule angewandt wird. Für die Beaufsichtigung von Ausbildungsmönchen sind weitere Qualifikationen erforderlich.
Der relativ niedrige Status der Dharma-Übertragung bedeutet, dass sie an und für sich an sich nicht dazu qualifiziert, Schüler anzunehmen oder auszubilden. Gemäß den Vorschriften sollten Zen-Schüler nur von einem Lehrer betreut werden, der die Aufsichtsbescheinigung (d. h. Sanzen Dōjō Shike Status), d. h. jemand, der in der populären Literatur auch als Zen-Meister genannt wird. Die Erlangung der Aufsichtsbescheinigung erfordert nicht nur hohe geistliche Grade und Dharma-Seniorität, sondern auch eine mindestens dreijährige Erfahrung als Assistenzaufseher in einer speziellen Ausbildungszentrum (Tokubetsu Sōdō), in der man eine Lehre absolviert.

### Rinzai
Auch im Rinzai ist eine weitere Ausbildung erforderlich, um sich als Aufseher zu qualifizieren. Die übliche Übertragung beinhaltet kein Inka shōmei. Idealerweise ist Inka shōmei „die formale Anerkennung der tiefsten Zen-Verwirklichung“, aber praktisch wird es für die Übertragung der „wahren Überlieferungslinie“ der Meister (Shike) der Trainingshallen verwendet. Trainingshallen sind Tempel, die nach der Qualifizierung zum Tempelpriester zur weiteren Ausbildung zugelassen sind.
Laut Roshi Sokun Tsushimoto ist der Titel Roshi gleichbedeutend mit Zen-Meister und Shike:
Im Rinzai-Zen ist die Unterscheidung zwischen einem Roshi und einem Nicht-Roshi relativ einfach. Ein Roshi ist jeder, der von einem anderen Roshi autorisiert wurde. Diese Erlaubnis wird in einem Dokument namens Inka-shômei festgehalten und ist in der Umgangssprache auch als „ichi-mai“ bekannt, was so viel wie „ein Blatt Papier“ bedeutet. Die Übertragung erfolgt vollständig vertikal von Lehrer zu Schüler, eine gegenseitige Kontrolle findet nicht statt. Dies bedeutet, dass die Rinzai-Schule keine Möglichkeit hat, zu kontrollieren, wer zum Roshi gemacht wird und wer nicht. Trotzdem ist die Zahl der Rinzai-Roshis relativ gering.
Der Shike ist auch das Oberhaupt der Schule (Unterschule der Rinzai-Schule, mit eigenem Haupttempel). Er ernennt und entlässt die Priester und bestimmt die Titel im Rangsystem, doch „die Position als Abt [im Myōshinji] basiert auf einer Wahl, die jeweils vier Jahre dauert“.

## Korea
„Sunim“ ist der koreanische Titel für einen buddhistischen Mönch oder eine buddhistische Nonne jeglicher Tradition und bezeichnet keinen bestimmten Rang oder eine bestimmte Qualifikation. Es wird als respektvoll angesehen, ältere Mönche oder Nonnen in Korea mit „Sunim“ anzusprechen, und diese höfliche Art, den Titel auszudrücken, kann auch eine Art von Verwirklichung auf Seiten der angesprochenen Person bedeuten. In den meisten koreanischen Tempeln übernimmt ein Mönch mittleren Alters die Rolle des juji sunim, der Verwaltungsaufgaben wahrnimmt. Der Älteste wird in der Regel als symbolischer Führer der Jüngeren angesehen.
Im koreanischen Soen bezieht sich Inka (In'ga) normalerweise auf die private Bestätigung der Dharma-Übertragung von einem Lehrer auf seinen Schüler. „Übertragung“ wird verwendet, um sich auf die öffentliche zeremonielle Version der gleichen Bestätigung zu beziehen. Beide werden in Bezug auf Autorität und „Verwirklichung“ als gleichwertig angesehen. Ein Mönch, der entweder In'ga oder die öffentliche „Übertragung“ besitzt, ist qualifiziert, das Amt des Soen Sa oder „Zen-Meisters“ eines Tempels zu bekleiden und seinen eigenen Schülern die Übertragung zu geben (entweder In'ga oder öffentliche „Übertragung“). Die meisten Zen-Meister in Korea haben nur In'ga empfangen und geben nur In'ga, die formale Übertragungszeremonie ist weitaus seltener.
In der von dem koreanischen Zen-Lehrer Seung Sahn in Amerika und Europa gegründeten Kwan Um Zen-Schule kann ein Zen-Meister als Soen Sa Nim (seonsa-nim; 선사님; 禪師님; Seon ist koreanisch für „Zen“) bezeichnet werden. Seung Sahn selbst wird gewöhnlich als „Dae Soen Sa Nim“ bezeichnet (das Ehrentitel „Dae“ bedeutet „groß“).
Im koreanischen Soen bezieht sich Inka (In'ga) normalerweise auf die private Bestätigung der Dharma-Übertragung von einem Lehrer auf seinen Schüler. „Übertragung“ wird verwendet, um sich auf die öffentliche zeremonielle Version der gleichen Bestätigung zu beziehen. Beide werden in Bezug auf Autorität und „Verwirklichung“ als gleichwertig angesehen. Ein Mönch, der entweder In'ga oder die öffentliche „Übertragung“ besitzt, ist qualifiziert, das Amt des Soen Sa oder „Zen-Meisters“ eines Tempels zu bekleiden und seinen eigenen Schülern die Übertragung zu geben (entweder In'ga oder öffentliche „Übertragung“). Die meisten Zen-Meister in Korea haben nur In'ga empfangen und geben nur In'ga, die formale Übertragungszeremonie ist weitaus seltener.
Die Kwan Um Zen Schule ist insofern einzigartig, als sie klar zwischen zwei „Ebenen“ von Zen-Lehrern unterscheidet. Die „untere“ Ebene wird als Ji Do Poep Sa Nim oder Dharma-Meister (jido beopsa-nim; 지도법사님; 指導法師님) bezeichnet. Ji Do Poep Sa Nim ist eine Person, die nur Inka empfangen hat (die in der Kwan Um Zen Schule auch während einer öffentlichen Zeremonie gegeben wird). Sie dürfen lehren, aber nur innerhalb der Schule - wenn ein Dharma-Meister beschließt, die Schule zu verlassen, werden sein Titel und seine Lehrbefugnis als ungültig betrachtet. Ein Ji Do Poep Sa Nim kann auch keine Inka an andere Personen weitergeben.
Wenn ein Ji Do Poep Sa Nim seine Verwirklichung von mehreren (in der Regel drei) Zen-Meistern außerhalb der Schule „bestätigt“ bekommt, erhält er die „volle“ Übertragung und den Titel eines Zen-Meisters (Soen Sa Nim), der in einer weiteren öffentlichen Zeremonie verliehen wird. Ein Soen Sa Nim kann sowohl Inka als auch Dharma-Übertragung an andere Personen weitergeben und behält seinen Titel und seine Lehrbefugnis, wenn er sich entscheidet, die Schule zu verlassen.

## Westliche Kultur
Der Begriff „Zen-Meister“ wurde für Personen aus einer Vielzahl von Staaten und Traditionen verwendet. Es ist keine exakte Übersetzung eines Titels aus den Staaten, aus denen Zen-Traditionen stammen, wo die Titel sehr unterschiedlich sind, sogar in verschiedenen Traditionen desselben Landes. Unter den heutigen US-amerikanischen Zen-Lehrern und -Praktizierenden ist die Verwendung des Begriffs zurückgegangen.
Der Begriff hat Eingang in die Populärkultur gefunden und wurde für eine Reihe von Persönlichkeiten des öffentlichen Lebens im Sport und in der Unterhaltung verwendet, um eine Person zu bezeichnen, die in Stresssituationen Gelassenheit und Kontrolle demonstriert. Manchmal wurde er auch von Persönlichkeiten der spirituellen Gegenkultur der 1970er und 1980er Jahre übernommen, die keine oder nur eine geringe Zen-Ausbildung hatten (Osho), vermutlich um positive Assoziationen oder Legitimität zu erzeugen.